# Eckert–Mauchly Computer Corporation
Eckert-Mauchly Computer Corporation (EMCC) — (март 1946—1950 гг.) — американская компания, основанная в Филадельфии, шт. Пенсильвания пионерами компьютерной индустрии инженером Джоном Преспером Экертом и учёным Джоном Уильямом Мокли из Пенсильванского университета (Институт Мура), создателями первого электронного компьютера общего назначения ENIAC.
Компания была создана как партнерство в октябре 1946 года и изначально называлась Electronic Control Company. Свой первый заказ на постройку компьютера компания получила в октябре 1946 года от Бюро переписи населения США. Мокли и Экерт, будучи излишне оптимистичными, обязались построить компьютер, который назвали UNIVAC, за 300.000 долларов США, что на 100.000 долларов меньше, чем был бюджет их первого компьютера — ENIAC. Недостающие 100.000 долларов они рассчитывали восполнить за счет продажи следующих экземпляров. Ни Эккерт ни Мокли понятия не имели сколько должен стоить компьютер, потому что в то время не существовало рынка компьютеров и не с чем было сравнивать. В конечном счете разработка и постройка первого экземпляра UNIVAC обошлась в 1.000.000 долларов.
Очень быстро стало ясно, что полученного аванаса компании не хватит для работы над UNIVAC-ом, и тогда Мокли и Экерт осенью 1947 года заключили контракт с компанией Northrop Aircraft Corporation на постройку ещё одного компьютера — BINAC, который компания Northrop планировала разместить на самолетах для наведения на цель ракет дальнего радиуса действия Snark. За этот компьютер Экерт и Мокли запросили 100.000 долларов, из которых 80.000 долларов получили авансом.
Все ещё испытывая финансовые затруднения, Экерт и Мокли 22 декабря 1947 года перерегистрировали свои деловые отношения из партнерства в корпорацию под новым именем Eckert-Mauchly Computer Corporation (EMCC). Это позволило им искать инвестора, предлагая взамен на инвестиции долю в компании. Таким инвестором стала компания American Totalisator Company в лице её вице-президента Генри Штраусса (Henry Strauss). За 40 % доли American Totalisator Company вложила 500.000 долларов США, что позволило EMCC к концу 1949 года заключить шесть контрактов на постройку компьютеров UNIVAC I на общую сумму 1.2 миллиона долларов. Однако 25 октября 1949 года Генри Штраусс погиб в авиакатастрофе, после чего компания American Totalisator Company вышла из сделки и отозвала все свои кредиты, выданные EMCC.
Экерту и Мокли ничего не оставалось, как в 1950 году продать EMCC какой-то крупной компании. В качестве потенциальных покупателей рассматривались IBM, Remington Rand и NCR. Экерт и Мокли при личной встрече с владельцами компании IBM — Уотсоном-старшим и Уотсоном-младшим — не произвели впечатления, к тому времени в IBM уже работала целая команда инженеров над своими первыми электронными компьютерами. Экерт и Мокли были в таком отчаянном положении, что приняли первое же предложение от компании Remington Rand стать её подразделением под названием UNIVAC Division.